# Bundesautobahn 210
La Bundesautobahn 210, abbreviata anche in BAB 210, è una autostrada tedesca, che collega l'autostrada BAB 7 con la città di Kiel.
Scorre interamente nello Schleswig-Holstein e ha la particolarità di formare con le autostrade BAB 7 e BAB 215 un triangolo quasi equilatero.

## Percorso
| BAB 210 |           |                        |            |                |                |
| Tipo    | n° uscita | Indicazione            | km         | Corrispondenze | Strada europea |
|         | 2         | Schacht - Audorf       | 0,2        |                |                |
|         | 3         | Quadrivio di Rendsburg | 3,4        |                |                |
|         | 4         | Bredenbek              | 10,1       |                |                |
|         | 5         | Achterwehr             | 16,4       |                |                |
|         | 6         | Melsdorf               | 22,3       |                |                |
|         | 7         | Quadrivio di Kiel West | 23,9 - 0,5 |                |                |
|         | 8         | Kiel Mettenhof         | 1,6        |                |                |